# Грессер, Николай Аполлонович
Николай Аполлонович Грессер (1827—1903) — русский военный деятель, генерал от инфантерии. Участник Крымской войны, Венгерской и Польской компаний.

## Биография
Родился 14 (26) августа 1827 года.
Окончил Ревельское дворянское училище. На военной службе с 1845 года. В 1847 году произведён в прапорщики. С 1849 года участник Венгерской компании. С 1854 года участник Крымской войны. В 1854 году произведён в поручики гвардии, в 1855 году в штабс-капитаны гвардии, в 1857 году в майоры (по армейской пехоте). С 1863 года участник Польской компании. В 1864 году произведён в подполковники и назначен командиром резервного пехотного батальона.
В 1868 году произведён в полковники. С 1871 года назначен командиром Брест-Литовского крепостного полка. С 1874 года назначен Калишским губернским воинским начальником.  В 1883 году произведён в генерал-майоры. С 1884 года назначен помощником начальника местных войск Кавказского военного округа.
С 1884 года назначен начальником Владикавказской местной бригады. В 1894 году произведён в генерал-лейтенанты. В 1899 году произведён в генералы от инфантерии с увольнением в отставку.
Умер 3 (16) апреля 1903 года. Похоронен при Бродницкой Покровской церкви Боровичовского уезда Новгородской губернии.